# Карабай (Казахстан)
Караба́й (каз. Қарабай) — село у складі Аксуської міської адміністрації Павлодарської області Казахстану. Входить до складу Алгабаського сільського округу.
Населення — 107 осіб (2021; 137 у 2009, 168 у 1999, 240 у 1989).
Національний склад станом на 1989 рік:
- казахи — 71 %